# Goodwin (Dakota del Sur)
Goodwin es un pueblo ubicado en el condado de Deuel, en el estado estadounidense de Dakota del Sur. En el Censo de 2010 tenía una población de 146 habitantes y una densidad poblacional de 118,93 personas por km².

## Geografía
Goodwin se encuentra ubicado en las coordenadas 44°52′39″N 96°50′59″O / 44.87750, -96.84972. Según la Oficina del Censo de los Estados Unidos, Goodwin tiene una superficie total de 1.23 km², de la cual 1.23 km² corresponden a tierra firme y (0%) 0 km² es agua.

## Demografía
Según el censo de 2010, había 146 personas residiendo en Goodwin. La densidad de población era de 118,93 hab./km². De los 146 habitantes, Goodwin estaba compuesto por el 88.36% blancos, el 0% eran afroamericanos, el 0% eran amerindios, el 0% eran asiáticos, el 0% eran isleños del Pacífico, el 9.59% eran de otras razas y el 2.05% pertenecían a dos o más razas. Del total de la población el 10.27% eran hispanos o latinos de cualquier raza.